# 宋雲院 (台東区)
宋雲院（そううんいん）は、東京都台東区にある臨済宗大徳寺派の寺院。

## 歴史
1608年（慶長13年）、宋雲院殿花岳紹春大姉の開基である。宋雲院殿花岳紹春大姉は立花宗茂の生母であり、その菩提を弔うため立花家によって創建された。当時神田にあった広徳寺（現在は練馬区に移転）の塔頭として建てられている。「宋雲院」は開基の戒名に由来する。その後、本寺の広徳寺とともに、上野に移転した。
1923年（大正12年）の関東大震災に罹災した。かつて寺宝を数多く所蔵していたが、この震災で失っている。その後、上野警察署の用地となったため、現在地に移転した。
1945年（昭和20年）の空襲に備えた建物疎開で、全ての建物が撤去の憂き目に遭っている。現在の伽藍は戦後に再建されたものである。
墓地には、開基の宋雲院殿花岳紹春大姉が葬られていたが、1925年（大正14年）に夫の高橋紹運が葬られている福岡県柳川市の天叟寺に合葬された。

## 交通アクセス
- 上野駅より徒歩5分（経路案内）。